# Batalla de Buin
La batalla de Buin, llamada también batalla del río Buin o batalla del puente de Buin, fue un hecho de armas ocurrido el 6 de enero de 1839, durante la segunda expedición restauradora chileno-peruana en el marco de la Guerra contra la Confederación Perú-Boliviana. En este enfrentamiento, la retaguardia del Ejército Unido Restaurador, comandada por el general Manuel Bulnes y el mariscal Agustín Gamarra, se enfrentó a la vanguardia del ejército confederado bajo las órdenes del mariscal Andrés de Santa Cruz, en el puente del río Buin, ubicado en la ciudad de Tinco, provincia de Huaylas, territorio del Estado Nor-Peruano.

## Antecedentes
Los argentinos que declararon la guerra a la Confederación Perú-Boliviana invaden Tarija por alojar fuerzas argentinas contrarias a su gobierno. El coronel argentino Alejandro Heredia se retira de la contienda el 22 de agosto de 1838.
El 24 de agosto de 1838, un cabildo abierto en Lima proclama como Presidente del Perú a Agustín Gamarra y reconoce el apoyo de las fuerzas chilenas para derrotar a Santa Cruz. Con el fin de reforzar el ejército unido restaurador, los coroneles Frisancho y Torrico empiezan a organizar en Lima los batallones Cazadores y Legión Peruana. Para reunir más fuerzas, Castilla se dirige a Chancay y La Fuente parte hacia Trujillo.
Luego de las varias victorias del Ejército Unido Restaurador en las batallas de Portada de Guías y Matucana, en Chile se hacían preparativos para reforzar la fuerza expedicionaria en territorio confederado. Entre otras medidas, se creó un Depósito de Reclutas, formado por soldados enfermos en Chile, desertores apresados y hombres seleccionados por las autoridades competentes, el cual se transformó en el Batallón de Infantería de Línea de Auxiliares del Ejército; y se formó el Batallón de voluntarios de Talca con asiento en Santiago. 
El 29 de octubre se celebró un consejo de guerra en Lima con Agustín Gamarra, Manuel Bulnes, Ramón Castilla, José María de la Cruz, Victorino Garrido, Juan Crisóstomo Torrico y Antonio Plasencia y deciden retirarse de Lima ya que las tropas estaban siendo diezmadas por enfermedades y falta de alimentos, además de encontrarse con espías crucistas en Lima. Se concluye lo desventajoso que sería esperar al ejército confederado a vanguardia de una ciudad, teniéndose que abandonar el bloqueo del Callao cuya guarnición podía unirse a Santa Cruz, cortando además la comunicación con el Norte y con los buques restauradores; se resuelve que lo más seguro y militar es ocupar con el ejército desde Huaraz hasta Trujillo en el norte, dejar el paso a Santa Cruz para que entre a Lima, poniendolo en la necesidad de que busque a los restauradores desmembrando sus fuerzas, por las guarniciones que dejaría en el Callao y ciudad, o por las bajas que experimentaría en desertores y enfermos en una marcha dilatada.
El ejército restaurador salió de Lima el 8 de noviembre de 1838, para embarcar la infantería y la artillería el 11 del mismo mes, mientras la caballería marchaba hacia Chancay. El punto donde se reunirían todas las tropas sería el Callejón de Huaylas donde el clima era mejor. Además la zona contaba con mejores recursos para su abastecimiento.
Entretanto, Santa Cruz aprovechó la salida del ejército expedicionario y ocupó Lima, para luego salir en su persecución con tres divisiones, añadiendo una cuarta a principios de 1839. El ejército restaurador desembarcó en Huacho el 13 de noviembre, generándose diversas escaramuzas aisladas entre este y las tropas confederadas que seguían el mismo camino que los restauradores a partir de la localidad de Recuay.
Buscando evitar un enfrentamiento donde la superioridad numérica del ejército de Santa Cruz fuese determinante, los restauradores marcharon hacia el norte y se retiraron de Huaraz mientras los confederados la ocupaban el mismo 5 de enero. Lo mismo ocurría en Carhuaz. Con ello Santa Cruz apuró su avance y se produce el enfrentamiento en el puente sobre el Río Buin. 
Por orden de Bulnes, los batallones Santiago, Aconcagua, Colchagua y Valparaíso marcharon hacia Yungay, dejando en la retaguardia a las unidades Carampangue, Portales, Valdivia y el escuadrón Lanceros en la confluencia de los ríos Buin y Santa, la que forma un desfiladero de unos cuatro kilómetros. En este lugar Santa Cruz planeó coger a su enemigo entre dos fuegos.

## La batalla

### Fuerzas enfrentadas
Las fuerzas estaban formadas de la siguiente manera:
| Ejército de la Confederación Peruano-Boliviana | Ejército Restaurador |
| General en Jefe: Andrés de Santa Cruz 1.ª División de Vanguardia (General José Trinidad Morán) Batallón Ayacucho Batallón Pichincha Batallón Arequipa Batallón Cazadores del Centro 2.ª División (General Ramón Herrera) Batallón 1.º Colorados Batallón 2.º Sucre Batallón 3.º Constituyente Batallón 4.º Loa 3.ª División de Retaguardia (al mando directo del general Santa Cruz) Regimiento Escolta Regimiento Lanceros de Bolivia Compañía de Artillería | General en Jefe: Manuel Bulnes Batallón Carampangue (Coronel Jerónimo Valenzuela) Batallón Portales (Teniente coronel Manuel García) Batallón Valdivia (Sargento Mayor Pedro Gómez) Escuadrón de Lanceros de Chile (Sargento mayor José Inojosa) Batallón Valparaíso (Refuerzo) (Coronel Juan Vidaurre-Leal) |

### Disposición de tropas
Bulnes desplegó las tropas a lo largo de la ribera norte del río Buin, con el Portales a la izquierda, el Carampangue al centro y el Valdivia a la derecha, encargando especialmente a los cazadores de la segunda unidad el cuidado del puente. 
Por su parte, Santa Cruz dispuso su ejército también en una línea, con dos piezas de artillería situadas en el camino real y apuntando hacia el puente, dirigidas por el Coronel Pareja; a un costado todas las compañías de cazadores de sus batallones y al otro al resto de su ejército, bajo el mando del coronel Morán, comandante del batallón Ayacucho.

### Inicio y desarrollo
En esta formación se inició el combate a eso de las 15:30, desarrollándose bajo una lluvia torrencial con un nutrido fuego de fusilería y artillería. 
Santa Cruz envía al coronel Cerdeña, Morán y Guilarte a hostigar a su enemigo por diversas zonas.
Luego envía al general Guarda, el batallón Ayacucho y parte de la división de Morán a enfrentarlos.
Guilarte planea atacarlos por el flanco derecho. Con ello los batallones Carampangue y Portales fueron dispersados hacia la quebrada y otros se retiraron a las alturas del cerro Muín donde se encontraban los restauradores.
El coronel confederado Guarda, encabezando su división ligera cargó contra las fuerzas que custodiaban el puente, pero fueron rechazados por un nutrido fuego de la infantería, bajo el cual fue herido el mismo Guarda en las inmediaciones del Buin y forzó la retirada de los confederados a su posición inicial. De la misma manera fueron rechazados los intentos de Morán.
Dada la importancia del puente, el combate en torno a este era encarnizado. Un pelotón de soldados chilenos, dirigidos por Juan Colipí defendía su entrada cargando en repetidas ocasiones contra las tropas confederadas, acompañado por el teniente del Portales Matías Aguirre. El combate seguía su desarrollo con intenso fuego de fusilería por ambos lados, con la retaguardia restauradora manteniendo su posición. Mientras, la vanguardia del ejército de restauración desandaba su marcha retornando en ayuda de las unidades comprometidas desde temprano en combate, llegando primero a la zona de combate iniciada la tarde el batallón Valparaíso.

### Controversia
Según la historiografía boliviana luego de que los batallones chilenos Carampangue y Portales fueran rechazados, las tropas de los generales Guarda y Morán logran forzar la posición a la bayoneta mientras que los restauradores se retiran a las alturas opuestas del río, que habían sido oportunamente ocupadas por el resto de su ejército, durante el ataque cae herido el general Guarda siendo que al llegar al puente se encuentran con que este ha sido cortado por lo que deben detener su avance.
Según la historiografía chilena, a medida que ambos ejércitos comenzaban a concentrarse en torno al puente, Bulnes ordenó al Carampangue moverse a la retaguardia, dejando al Valparaíso en la primera línea, tomando el lugar del Valdivia, cuyas tropas ya no contaban con municiones. Con esta formación, las tropas confederadas fueron rechazadas nuevamente, con lo que las tropas de Santa Cruz se replegaron hacia los cerros de la cuesta Huaullan. Luego arribó el batallón Colchagua, el cual no alcanzó a tomar parte en el combate, ya que Colipí, cortó el puente, obedeciendo la directiva de los oficiales de la retaguardia de realizar cualquier acción que impidiese o demorase el avance de Santa Cruz.
Los confederados llegan al puente pero estaba cortado y solo logran pasar unos pocos soldados confederados junto a los capitanes Leuper de los Cazadores del Centro y Ureta del Ayacucho. Ambas fuerzas se disparan desde los lados del río.
Santa Cruz reconoce que la lluvia, el corte del puente y las heridas del general Guarda que comandaba la vanguardia impidieron aprovechar las ventajas que habían empezado a obtener. También el general Morán había pedido a Santa Cruz atacar a los restauradores cruzando la quebrada donde se encontraban, pero Santa Cruz no estuvo de acuerdo, según algunos autores, por el temor a que en esta arriesgada maniobra su ejército fuera envuelto y destruido en los médanos. Es probable que lo ocurrido anteriormemente en el puente de Uchumayo influyera en su decisión.
Luego que termina la tormenta a las ocho de la noche, una columna confederada cruza el río solo para reconocer el lugar.

## Consecuencias
La historiografía chilena considera que esta fue una victoria del Ejército Restaurador. La historiografía boliviana considera que esta fue una victoria del Ejército Confederado.
Este enfrentamiento no tuvo grandes consecuencias para el desarrollo del conflicto. Los restauradores prosiguieron su marcha rumbo al norte, mientras Santa Cruz continuó siguiéndolo hasta las inmediaciones de Yungay, lugar donde el 20 de enero se decidió el triunfo definitivo del Ejército Unido Restaurador y el fin de la Confederación Perú-Boliviana.

## Homenajes
Puesto que la historiografía chilena considera este enfrentamiento una victoria, en conmemoración de esta acción el Ejército de Chile nombró a la unidad de infantería creada durante la revolución de 1851 como Regimiento "Buin" 1.º de Línea, nombre que mantiene hasta hoy.
En honor de esta batalla, Álvaro Muñoz Uribe compuso la marcha «Puente de Buin».